# Famine de la pomme de terre dans les Highlands
La famine de la pomme de terre dans les Highlands a été provoquée par le mildiou de la pomme de terre qui a frappé la région écossaise des Highlands dans les années 1840. Bien que le taux de mortalité ait été inférieur à celui d'autres famines écossaises, dans les années 1690 et en 1780, la famine de la pomme de terre des Highlands a poussé plus de 1,7 million de personnes à quitter l'Écosse pendant la période 1846-1852. Cette période du XIXe siècle de l'histoire des Highlands et de l'Écosse est maintenant bien connue en anglais comme la « Highland Potato Famine » (famine de la pomme de terre des Highlands). Cette famine a fortement marqué toute la période, touchant essentiellement les communautés agraires sous divers aspects, malnutrition sévère, maladie grave et crise financière sérieuse.
Les causes de la crise ont été à bien des égards similaires à celles de la Grande famine irlandaise qui s'est déroulée à la même époque, les deux famines s'inscrivant plus largement dans une grave crise alimentaire causée par le mildiou de la pomme de terre à laquelle dut faire face toute l'Europe du Nord au milieu des années 1840.

## Contexte
Au milieu du XIXe siècle, la plupart des  crofters (petits paysans) des Highlands écossais étaient très dépendants des pommes de terre pour leur alimentation. La pomme de terre était peut-être la seule culture capable de produire suffisamment de nourriture dans ce type de terres. Le sol était généralement de mauvaise qualité dans les zones littorales exposées (voir Highland Clearances). Des conditions très semblables existaient en Irlande.
Dans les Highlands, en 1846, les cultures de pomme de terre ont été attaquées par le mildiou. Les récoltes se sont effondrées, et l'hiver suivant a été particulièrement froid et neigeux. En Irlande, les mauvaises récoltes ont commencé plus tôt, mais les programmes de lutte contre la famine ont été peut-être mieux organisés et plus efficaces dans les Highlands et dans les îles. Au cours de l'année 1847, Sir Edward Pine Coffin a utilisé des navires de la marine britannique pour distribuer de l'avoine et d'autres approvisionnements. Néanmoins, à Wick, Cromarty et Invergordon, il y eut des manifestations contre l'« exportation » de grains par le port local (ces grains étant de propriété privée). On fit appel à l'armée pour réprimer les manifestations. Les mauvaises récoltes ont continué au cours des années 1850, et les programmes de lutte contre la famine sont devenus quasi permanents.
Les paysans ne recevaient pas leurs rations d'avoine gratuitement : ils devaient travailler pour les obtenir, huit heures par jour et six jours par semaine. Les programmes de renfort ont conduit à la construction de routes de la misère. Ils ont produit des projets sans grande valeur réelle (voire aucune), et leur gestion fut très bureaucratique, employant des légions d'employés pour vérifier la conformité avec des ensembles de règles complexes, bien que ces employés, affamés eux-aussi, auraient bien pris d'autres emplois, pour autant qu'ils pouvaient les nourrir, si ces emplois avaient existé.
La ration journalière a été fixée à 680 g pour un homme, 340 g pour une femme et 230 pour un enfant.
Certains propriétaires fonciers ont œuvré pour réduire les effets de la famine sur leurs fermiers. Mais plutôt que d'accepter une responsabilité réelle dans la situation de détresse des petits paysans fermiers, de nombreux propriétaires ont eu recours à l'expulsion. En particulier, John Gordon (en) est devenu la cible des critiques des journaux écossais quand beaucoup de ses fermiers ont été réduits à vivre dans les rues d'Inverness. Gordon a affrété une flotte de navires et a organisé le transport de force de ses fermiers des Hébrides vers le Canada, d'où ils ont été rejetés par les autorités canadiennes et c'est la diaspora écossaise, y compris des Américains d'origine écossaise, qui a organisé les secours.
Autrement dit, pour diverses raisons, certains propriétaires ont offert le voyage vers ce qu'on espérait être une vie meilleure, en Nouvelle-Écosse et au Canada. Il convient de préciser que l'expulsion des personnes incapables de payer leur loyer n'est pas propre à ce secteur. Ces expulsions eurent aussi lieu en Irlande. Elles eurent pour origine la volonté des seigneurs anglo-protestants d'expulser les paysans catholiques.
Dans les dix années qui ont suivi 1847, plus de 16 000 paysans de toutes les régions des Highlands ont été envoyés outremer, au Canada et en Australie. En 1857, les cultures de pomme de terre ont poussé sans attaque sérieuse du mildiou.

## Note, sources et références
1. ↑  (en) highlandclearances.info, 'Emigration for the Highlands
2. ↑  (en) Illinois Historical Journal, volume 93 Illinois State Historical Society